# دهانه شومیکر
دهانه شومیکر (انگلیسی: Shoemaker crater)، که پیش‌تر با نام حلقه تیگ (انگلیسی: Teague Ring) شناخته می‌شد، یک ساختار برخوردی و بازماندهٔ بسیار فرسوده‌ای از یک دهانه برخوردی است که در بیابان‌های استرالیای غربی مرکزی و در فاصلهٔ ۱۰۰ کیلومتر (۶۲ مایل) شمال-شمال‌شرقی ویلونا جای گرفته است.
این دهانه به افتخار سیاره‌شناس یوجین شومیکر نامیده شده است.